# Somos Novios (It's Impossible)
"Somos Novios (It's Impossible)" là bài hát được sáng tác bởi nhạc sĩ người México Armando Manzanero. Bài hát được dịch sang tiếng Anh bởi Sid Wayne và được thu âm lần đầu tiên vào năm 1970 bởi Perry Como. Nó là một trong những bài hát thể loại bolero được yêu thích nhất mọi thời đại. Ngoài ca sĩ Como, nó còn được thu âm bởi các danh ca Elvis Presley, Andy Williams, Jerry Vale, Dennis Brown, và Andrea Bocelli. Nhóm nhạc Mazz cũng thu bài hát này vào album Para Nuestra Gente.
Bản thu âm của Perry Como là một trong những bản thu âm có sức ảnh hưởng lớn nhất của ông, và vào tháng 2 năm 1971, nó trở thành ca khúc đầu tiên của ông lọt vào top 10 trên Billboard Hot 100 trong suốt hơn 12 năm, vươn đến vị trí thứ 10.
Bocelli đã cover lại bài hát bằng các bản song ca lần lượt với Christina Aguilera, Katharine McPhee và Rimi Natsukawa vào năm 2006. Bản song ca cùng Aguilera nằm trong album của Bocelli, Amore, còn bản thu âm cùng Natsukawa thì là một bài hát tặng kèm trong phiên bản Amore phát hành tại Nhật Bản. Và nó cũng được tặng kèm trong bản tiếng Nhật của album The Best of Andrea Bocelli: Vivere. McPhee hát bài này cùng Bocelli trên sân khấu ở JCPenney Jam và bản song ca của họ được đưa vào album cho sự kiện ấy.
Luis Miguel thu âm bản nguyên gốc vào album của anh, Segundo Romance, được sản xuất bởi Manzanero.
Clay Aiken thì thu bài hát vào album Tried and True được phát hành năm 2010 của anh.